# Rådet for større IT-sikkerhed
Rådet for Større IT-sikkerhed blev oprettet i 2008 og ophørte ved stiftelsen af Rådet for Digital Sikkerhed i 2013. Rådet havde til formål, at lette overgangen fra analogt samfund til digitalt samfund gennem øget fokus på It-sikkerhed.
| Forvaltning | Spire Denne artikel om forvaltning er en spire som bør udbygges. Du er velkommen til at hjælpe Wikipedia ved at udvide den. |